# Moustajon
Moustajon (em occitano:  Mostajon) é uma comuna francesa na região administrativa da Occitânia, no departamento do Alto Garona. Estende-se por uma área de 2.3 km², com 132 habitantes, segundo o censo de 2018, com uma densidade de 57 hab/km².